# 語言剝奪實驗
語言剝奪實驗（Language deprivation experiment）是將嬰兒與正常使用的語言（口語或手語）隔離開來的實驗，以試圖找出人性的基本特徵或语言的起源，據傳歷史上至少發生過四次語言剝奪實驗。
美國文學學者羅傑·夏塔克（Roger Shattuck）將這種研究稱為「禁忌實驗」，因為該實驗需要罕見地剝奪與普通人的接觸。儘管不是為了研究語言而設計的，但利用完全社會剝奪對非人類靈長類動物進行的類似實驗（被描述為「绝望之坑」）會讓牠們出現嚴重心理障礙。

## 歷史
此類研究的記錄可追溯至希罗多德的《历史》。根據希羅多德（約西元前485–前425年）的說法，埃及法老普萨美提克一世（西元前664–610年）進行了這樣的研究，並得出結論，弗里吉亚人必然早於埃及人出現，因為這個孩子首先說出了類似於弗里吉亚语的詞語「bekos」，意思是「麵包」。近期的研究人員卻認為，這可能是對胡言亂語所任意作的解釋。
神聖羅馬帝國皇帝腓特烈二世據傳曾在13世紀進行一項實驗，讓嬰兒在沒有人際互動的情況下長大，想要確認他們的聲音是否可以在成熟後演示出一種自然语言。據說腓特烈二世是想查明上帝把什麼語言傳授給亞當與夏娃。這些實驗由僧侶薩利貝涅·亞當（Salimbene di Adam）在他的《編年史》（Chronicles）中記錄下來，他對腓特烈二世的描寫通常極為負面（在《腓特烈二世皇帝帶來的十二次災禍》中將這些災禍與聖經中的災禍相比較）並寫道，腓特烈鼓勵「養母和護士給孩子們喂奶、沐浴和洗滌，但絕不可與他們閒聊或交談；因為腓特烈想知道孩子們是否會講出希伯来语（他認為這是第一種語言）、希腊语或拉丁语，或阿拉伯语，亦或者是他們出生時父母所說的語言。但他的努力是徒勞的，因為孩子們離不開掌聲、手勢、表情的喜悅和哄騙勸誘。」
在腓特烈二世進行所謂的實驗的幾個世紀之後，據說蘇格蘭的詹姆斯四世將兩名孩子送到因奇基斯島（Inchkeith）上交由一位與世隔絕的啞巴婦女撫養，以確定語言是後天習得的還是天生的。據說這些孩子說了一口好的希伯來語，但歷史學家在這些說法出現後不久就對其表示懷疑。
據說後來的莫臥兒皇帝阿克巴的孩子是由啞巴奶媽所撫養長大。阿克巴認為，口語產生自聽覺，因此沒聽過人類語言的孩子會成為啞巴。
一些作者懷疑普薩美提克一世和詹姆斯四世的實驗是否實際發生過，或疑惑其實驗過程；腓特烈二世的情况可能也是如此。阿克巴的研究很可能是真的，但只給出了一個模棱兩可的結果。

## 虛構作品
- 保羅·奧斯特的《紐約三部曲》中出現「禁忌實驗」。
- 《陰陽魔界》的其中一集「靜音」（1963年）中，幾個孩子都是以這種方式撫養長大，因而培養出心靈感應交流。
- 在《蝙蝠女孩》漫画系列中，主人公卡珊德拉·該隱在童年時期遭剝奪了口語。這是為了培養一名具有解釋肢体语言能力的武术家，人們相信這種特殊能力可在距離戰鬥中帶來巨大優勢。
- 在柏納·韋柏的《卡桑德爾之鏡》（Le Miroir de Cassandre）中，主角卡桑德爾和她的哥哥的童年有段時期遭母親出於實驗目的剝奪了口語，她們母親是一名著名的兒童心理醫生（paedopsychologist）。
- 語言學家，神經科學家和小說家安德里亞·莫羅（Andrea Moro）的第一部小說《彼得拉馬拉村之謎》《Il segreto di Pietramala》[11]中，科西嘉島上有個與世隔絕的村莊，全村都在進行禁忌實驗。這部小說獲得了弗萊亞諾獎（英语：Flaiano Prizes）。